# Vend nyelv
A vend nyelv, más néven muravidéki nyelv a délszláv nyelvek közé tartozó szlovén nyelvváltozat (nyelvjárás), amit a Muravidék régióban és Magyarországon, Vas vármegye néhány településén beszélnek. A vend nyelv beszélői már századok óta szlovénként határozzák meg magukat, történelmi helyzetükből adódóan azonban saját nyelvjárásukat emelték irodalmi nyelvvé. A szlovén nyelvtudomány sokáig negatívan ítélte meg szerepét, és a vend nyelv jelentőségét igyekezett elvitatni. A 2000-es évektől a helyzet jelentősen változott, és ma már a vend nyelvnek a szlovén nyelven belül kimagasló nemzeti és kulturális szerepet tulajdonítanak, jóllehet a Muravidék Szlovéniához való tartozása és a nemzeten belül elfoglalt helye még mindig inkább egyfajta tabu a szlovén társadalomban.

## A vend ábécé
A vend nyelvet ma a szlovén alapú latin ábécé betűivel írják, apróbb kiegészítésekkel, amelyek a két jellegzetes hangra, az ü-re és az ö-re terjednek ki.
A betűk: A, B, C, Č, D, E, F, G, H, I, J, K, L, M, N, O, Ö, P, R, S, Š, T, U, Ü, V, Z, Ž
Sokan használják még a horvátból kölcsönzött đ betűt is, a jellegzetes dž [dzs] és dj hang leképezésére, bár ezek nem minden nyelvjárásban fordulnak elő, így használatuk az adott területtől is függ.
A korábbi századokban a szerzők magyar ábécét használtak műveikben, amit később kis kiegészítéssel elláttak. Egész a második világháborúig nyomtattak magyar helyesírással vend könyveket. A Gaj-féle latin ábécé (amelyre a szlovén alapszik) az 1870-es évektől kezdett elterjedni, majd a 20. századtól általánossá válni.

## Elnevezése
A vend elnevezés a nyelvre és beszélőire kizárólag a magyar nyelvben érvényes, még maguk a beszélők is slovenski-ként definiálják magukat. A vend név a 18. század végéig nem bukkan fel a magyarban, azok az állítások, amelyek korábban is feltételezik a vend elnevezés létét akár a magyar, akár a vend, akár a latin nyelvben pusztán hamis bizonyítékokra alapozó kitalációk.
A vend név a mai napig érzékeny kérdéseket vett fel, több szlovén szerint sértő, ha a magyarországi szlovén kisebbséget, vagy a muravidékieket vendeknek nevezik. Erről bővebben a vendkérdés c. cikkben.
A magyarok a Mura és Rába mellékén élő szlovénokat még gyakran a 19. században is tót-nak nevezték, lakóhelyüket pedig Tótságnak. Miután egyre inkább előtérbe került a vend-elmélet, amelynek célja a vend nyelv beszélőinek elválasztása a szlovénségtől, valamint elmagyarosítása (a vendelmélet egyik tézise ugyanis azt állítja, hogy a vendek valójában csak elszlávosodott magyarok, ezért magyarosításuk inkább egyfajta visszatérítés), a tót és Tótság név végleg kiszorult, helyét elfoglalta a Vendvidék megnevezés.
A latin nyelvű forrásokban körülbelül a 16. századtól vandálok-nak (Vandali) nevezték a vendeket, nyelvüket pedig vandál nyelv-nek (lingua vandalica). Ma sem tisztázott, hogy milyen alapon jött létre az az elgondolás, hogy a mura- és rábavidéki szlovénok az ókori vandálok leszármazottjai lennének. A vandál elnevezés a latin nyelvű forrásokban való feltűnése végett korabeli tudományos elnevezésnek tekintendő. A vendek lakta vidéket Transmurania-nak (Murántúl), olykor Vandalia-nak is nevezték.
A vendül beszélők, mint szlovén identitásúak saját vidéküket előbb Slovenska okrogliná-nak (ez a Tótság megfelelője), majd pedig Slovenska krajiná-nak nevezték (ez a Vendvidék névvel azonosítható). A stájervidéki szlovénok alkották meg a ma is használatos Prekmurje (Murántúl, a latin Transmurania tükörfordítása) nevet. Ennek meghonosítására a vendben létrejött a Prekmürje, Prekmörje névalak, ami azonban hamar kiesett, mivel a muravidéki lakosság kissé pejoratívnak találta a prekmurski titulust. Sokkal inkább szerették használni a már megszokott Slovenska krajina nevet, esetleg a Murska krajina vagy Mürska krajina (Muravidék) alakot. Ez utóbbi végül csak a magyar nyelvben honosodott meg.
A magyarosítók és a vendelmélet terjesztői által erőltetett Vendszka krajina vagy a Mikola Sándor által alkotott Vendocija sosem terjedtek el. A magyarországi szlovénok is csak azért mondják magukat ma is vendeknek, ha magyarul beszélnek, mivel náluk ez a fajta késztetés még a második világháború után is fennmaradt (amelynek oka a jugoszláv-magyar ellenségeskedés), de anyanyelvükön ők is szintén Slovenci-ként határozzák meg magukat.
A jelenkorban nevezik kelet-szlovén és pannonszlovén nyelv-nek is a vendet, de ez az elnevezés így önmagában nem érvényes csak a vendre. A szlovén nyelvészet napjainkban (egy korábbi tévedést korrigálandó) a nyelv fejlődését az alpesi (középső) és a pannon (keleti) területre osztja. Ezt a tényt korábban a tudósok nem vették figyelembe, egyesek szándékosan nem, mert konkurenciát véltek felfedezni az általános szlovén irodalmi nyelvvé váló közép-szlovén nyelv számára. Ennek az új felosztásnak megfelelően a vend nyelv egy nagyobb, különálló csoportban, a pannon vagy kelet-szlovén nyelvbe tartozik, annak egy változata. Másik változata az ún. kelet-stájer nyelv, amely a Murán inneni területeken jött létre, de hamar megszűnt irodalmi nyelv lenni.

## A nyelv hangtana
A vend vagy muravidéki nyelvre dinamikus hangsúlyozás, gazdag diftongizáció és erőteljes hosszú magánhangzók használata a jellemző. A legjellemzőbb diftongusok az ei [ej] vagy az ou (esetleg au). Több nyelvjárásban is vannak ii [ij] és üi [üj] kettőshangzók. Ritkábban az öi [öj] vagy az uo diftongusok, amelyek főleg a Rába mellékén jellemzők.
A vend nyelv közismert és sokat emlegetett jellemzője az ü és ö hangok használata, amik a szlovén írott nyelvből hiányoznak. A stájervidéki nyelvjárások is használnak sűrűn ü hangot, szórványosan a többi nyelvjárásban is előfordul.
Gyakori hang még a vendben a rövid, nem hangsúlyos a (különösen az északi és középső nyelvjárásban). A szóvégi nazális ł gyakorta vált u-vá, ami viszont nem vonja maga után a nyelvtani nem esetleges változását. A szlovénra jellemző szóvégi m hangok gyakran n-é változnak a vendben, mely jellemző a stájer nyelvjárásokban és ča-horvátban is.

## Nyelvtan
A vendet néhány nyelvtani jellemzője elkülöníti a szlovéntól és bizonyos mértékig a horváthoz viszi közelebb.
A szlovénhez hasonlóan a vendben is három szám (egyes, kettes és többes) szám van. Rajtuk kívül a kettes számot még a szorb nyelv ismeri a szláv nyelvek közül.
Az esetek ragozása gyakorta sokkal egyszerűbb a vendben, mint a szlovénban. Egy-egy esetben mind a három számban ugyanolyan végződésekkel rendelkezik minden főnév. Pl.:
cesta (út, nm.) – helyhatározói alakok: na cesti (1.sz.), na cestaj (2.sz.), na cestaj (t.sz.).

rogožar (gyékényszőnyeg, hm.) – helyhatározói alakok: na rogožari (1.sz.), na rogožaraj (2.sz.), na rogožaraj (t.sz.)

srce (szív, sm.) – helyhatározói alakok: v srci (1.sz.), v srcaj (2.sz), v srcaj (t.sz.)
Eszközhatározó esetében többes számban is mindhárom esetben ugyanazok a végződések. A fent említett főnevek eszközhatározói többes számban: cestami, rogožarami, srcami.
A melléknévragozás esetében a nőnem alakjai egyes számban a részes- és helyhatározók esetében ugyanaz, mint a horvát nyelvben. Így pl.
nagynak, nagyban (nm.) – vend: (v) velkoj, szlovén: (v) veliki, horvát: (u) velikoj
A szlovén és horvát nyelvre jellemző, hogy a c, č, ž, š, j, s mássalhangzók után e hang következik, amennyiben az valamely melléknévben áll és a neme semleges, vagy pedig éppen valamely esetben áll. Ezt a tulajdonságot a vend nyelv dolinskói nyelvjárása ismeri, a ravenskói és goričkói viszont nem, ott az említett mássalhangzókat. Ennek megfelelően pl. az égő szív összetett alak, amely semlegesnemű a szlovén és horvát nyelvben, valamint a dolinskói vend nyelvjárásban goreče srce lenne, tárgyesetes alakja pedig a gorečega srca. A két másik nyelvjárásban ezzel szemben gorečo srce-t mondanak és az eset változásakor gorečoga srca lenne.
Az -oga, -on melléknévi végződések a hím- és semlegesnemben is lényegében azonosak a horvát -oga, -og, -om képzőkkel (vend: velkoga, velkon; horvát: velikog, velikoga, velikom).

## Nyelvjárások
A vend nyelv kis területen helyezkedik el, amely földrajzilag bár tagolt és ez megmutatkozik a nyelvjárásokon is, ennek ellenére az eltérések zömmel a hangtanban ütköznek ki. A vend nyelv aránylag homogén, a beszélők problémamentesen megértik egymást.
Az északon levő Goričko nyelvjárása a dombos vidéknek köszönhetően megőrzött számos archaizmust. Itt a palatális zárt j hang gyakran változik g vagy dž [dzs], esetleg k fonémává. A goričkói nyelvjárás részét képezi a rábavidéki nyelvjárás is, amit a magyarországi szlovén kisebbség használ. Itt a zárt j sokszor változik dj-vé (különösen Apátistvánfalván és vidékén), valamint sűrűn előfordulnak öi kettőshangzók. Egy-egy zártabb goričkói falunak is erősebbek, elkülönölőbbek a tájszólási jellegzetességei.
A középső Ravensko vidéke nem mutat lényegi különbséget a goričkóitól, a jellemzői többnyire megegyeznek az északi nyelvjárással. Esetlegesen itt nagyobb számban vannak üi kettőshangzók és a szókincsben lelhetünk e vidékre jellemző sajátságokra.
A déli, ún. Dolinsko nyelvjárása már jóval érzékelhetőbb különbséget mutat a két másik dialektustól. Itt a palatális j megőrződött, mint a szlovén és a horvát nyelvben. A terület, mint Zala vármegye része 1777-ig a zágrábi püspökség részét alkotta és itt volt legerősebb a kaj-horvát nyelv hatása is. A dolinskói nyelvjárás kontinuumot alkot a szomszédos muraközi kaj-horvát nyelvjárssal.

## Szókészlet
A vend nyelv szókészlete gazdag, köszönhetően annak, hogy hosszú időn át irodalmi nyelvként funkcionált és a helyi szerzők törekedtek fejleszteni az irodalmat akár saját alkotású neologizmusokkal, akár átvétellel. Bár a Muravidéken a nyelv erősen befolyásolt a szlovén írott nyelvtől, ennek ellenére a régi szavak jelentékeny részét a beszélők még viszonylag ma is jól megértik. Elsősorban a túlzottan régi kifejezések és az olyan ún. szolgai fordítások estek ki használatból, amit egyes szerzők magyar kifejezések szószerinti lefordításával alkottak.
A vendre a német és a magyar nyelv jelentős hatást gyakorolt mind a szókincsben, mind a hanglejtésben. Ma is használatos magyar jövevényszavak a beteg (betegség), betežen (beteg), varaš (város), bauta (bolt), falat (falat, darab), hasek (haszon), pajdaš (barát, pajtás). Jellemző német jövevényszavak cajt (idő, időjárás), cigeu (tégla), cug (vonat), farba (szín), flanca (palánta), glaž, glažojna (üveg), gvant (ruha), kaštiga (büntetés), lampe (száj), luft, lüft (levegő), mantra (kín), nücati (használni), pejnezi (pénz), plac (tér), püngrad (virágoskert), šker (szerszám), štala (istálló), štrik (kötél). A német és magyar hatás mértéke területenként eltérő. A rábavidéki nyelvjárás a magyar nyelvnek van erősen kitéve, mivel a beszélők hosszú időn át elszigetelve éltek a vasfüggöny mögött, ezért nem ismerték a muravidéki vend változásait, a szlovén média elérhetetlen volt számukra, s az iskolában engedélyezett szlovén nyelvű oktatás sem volt hatékony.
Előfordulnak még latin, sőt olykor török jövevényszavak is, amelyek magyar, német avagy horvát közvetítéssel kerültek a nyelvbe. Latin eredetű a cintor (temető), a kanta (kanna), a numera (szám). Török eredetű a bar (legalább), a klobük (kalap), vagy a kefa (kefe).
A szlovén nyelvészek már a 18. század végén kiemelték, hogy a magyarországi szlovénok nyelve számos szláv archaizmust is megőrzött, valószínűleg a honfoglalás előtti pannóniai szlávok idejéből. Ilyen régi kifejezés a risali (pünkösd), amely az ószláv rusalije (rózsák ünnepe) szóból ered. A szlovének a mai napig a német eredetű Binkošti-t használják.

## Története
A vend nyelv legkorábbi írásos emlékei a 16. század első feléből származnak. A reformáció elterjedésével népi tanítók és prédikátorok próbálták meg a nyelvet használni írásban és ekkor keletkezett egy Muraszombat melletti településen az ún. martyánci énekeskönyv. Az énekek nem tisztán vend nyelven születtek. Nyelvezetük eléggé kevert a kaj-horvát nyelvvel. A kaj-horvát egyfajta helyettesítő irodalmi nyelv szerepét töltötte be a térségben, mivel a magyarországi és stájervidéki szlovénokhoz ez volt a legközelebb álló szláv nyelv. A kaj-horvátnak még azt követően is meghatározó szerepe maradt, amikor a vend irodalmi nyelv kialakult. A kaj-horvát hatástól véglegesen csak a 19. század közepén szakadt el a vend nyelv, azt váltotta a hivatalos horvát nyelv, a što (illetve a szerbhorvát), de már nem akkora mértékű hatással, mint a korábbi évszázadokban
Az 1643-ban íródott martyánci egyezség (egy szőlő bérbeadásáról szóló átvételi elismervény) már nagyobb előrehaladást mutat a nyelv tekintetében, de még mindig erős benne a kaj-horvát hatás. 1587-ben Alsólendván nyomtatásra került egy evangélikus szertartáskönyv az Agenda Vandalica, amelynek neve arra utal, hogy ezen a területen használták. Mivel a könyv példányai nem maradtak fenn, ezért nem ismeretes a tartalma, de nem valószínű, hogy akár vendül íródhatott volna.
Az első, ténylegesen is vend nyelvű könyvet 1715-ben adta ki Temlin Ferenc Szászországban: a Mali katechismus (Kis katekizmus), Luther Márton katekizmusának fordítása. A kaj-horvát nyelvi hatás itt már csak a szókincsre terjed ki. A következő több mint 50 évben további négy könyv került kinyomtatásra, mígnem 1771-ben megjelenik a Küzmics István Újszövetség-fordítása, a Nouvi Zákon, ezzel pedig kodifikálódik a vend irodalmi nyelv. István nyelvi normáját fejleszti tovább Küzmics Miklós katolikus esperes további önálló kiadványokkal, így tankönyvekkel, de legjelentősebb műve a Kniga molitvena (Imádságos könyv), amely vagy 27 kiadást élt meg egészen a második világháborúig és széles körben vált elterjedtté.
Az első, nem vallásos tárgyú vend szépirodalmi művet Novák Dávid, a pozsonyi líceum szlovén diákja írta a Versus Vandalici (Szlovén költemény). A világi irodalom tényleges alapjait azonban Kossics József reformkori szerző rakta le, aki többek között megírja az első vend történelem könyvet a Zgodbe vogerszkoga králesztvá-t (A Magyar Királyság története). Ezzel majdnem egy időben Barla Mihály egy új helyesírást vezet be, amelyben az ou és ej diftongusokat ô, ê karakterekkel jelöli. Ez az írásmód azonban csak az evangélikus szerzőknél terjedt el.
A vend írók, bár a magyarországi szlovénok nyelvjárása alapján hoztak létre irodalmi nyelvet, de ezt egyfajta nyelvjárások feletti normaként hozták létre. Ennek megfelelően, hogy közeledjenek a közép-szlovén nyelv felé, a tiszta palatális j hang használata mellett döntöttek és a szóvégi n-ek helyett m hangokat írtak, továbbá a beszélt nyelvben gyakran elhalkuló, eltűnő h hangot is jelölték.
A 19. század közepéig a katolikus és evangélikus szerzők lényegében egyazon nyelvi irányvonal mentén haladtak, közeledtek a szlovén és a horvát nyelv felé. Stájerország és Krajna, illetve Karintia szerzői is használták saját nyelvjárásaikat irodalmi nyelv gyanánt, de ők is mindjobban közeledtek a közép-szlovén nyelvhez.
A magyarországi szlovénok már a 16. században megismerték az első szlovén nyelvű könyveket Primož Trubartól, Jurij Dalmatintól és Adam Bohoričtól, ennek ellenére csak részben tudták hasznosítani őket, esetleg arra hagyatkozva próbálták saját maguk irodalmi nyelvét megteremteni.
A 19. század második felétől a Vendvidéken nyelvi és politikai törés áll be vallási alapon, ugyanis az evangélikusok bizalmatlanul fogadták az örökös tartományokból jövő szlovén nemzeti mozgalmat annak erős katolikus háttere miatt, ezért inkább a magyar politikai vezetés mellett foglaltak minél erősebb állást. A katolikusok viszont épp a protestáns szellemű magyar liberalizmustól féltették a maguk vallását, ezért az ő értelmiségük leginkább császárpárti és a szlovén nemzeti egység híve volt.
Evangélikus részről Kardos János mindinkább törekedett a nyelvi önállóságra, bár munkássága bizonyos mértékig megkérdőjelezhető, ugyanis nem kellően szakszerű nyelvújítást vitt véghez és viszonylag túlbonyolította a vend irodalmi nyelvet. Ennek ellenére az örökös tartományok értelmisége részéről is elismerésre tett szert terjedelmes és termékeny munkája végett. A magyarosítást végző szervek Kardost kifejezetten támogatták, mert úgy vélték, ha megnövekszik a vend és a közép-szlovén nyelv között a különbség, a magára maradó magyarországi szlovénokat könnyebb lesz beolvasztani.
A katolikusok részéről Borovnyák József hajtott végre jelentős nyelvi reformokat és az ő irodalmi nyelvváltozatát tekinti e felekezet a követendő iránynak. Borovnyák diftongusok helyett egyszerű monoftongusokat használt, akárcsak a szlovén nyelvben és törekedett minél több elemet, főleg neologizmusokat átemelni a közép-szlovén nyelvből. Munkája során támogatókra lelt a stájer szlovén értelmiség részéről is. Borovnyák, Ivanóczy Ferenc és körük nyitottabb volt a szlovén (és részben a horvát nyelvre), addig Kardos elzárkózóbb, konzervatívabb, ezért egészen sajátosan képzelte el a nyelvújítást. Kardos halála után azonban az evangélikus közösség olyan elfogult magyar-párti értelmiségiek hatása alá kerül, mint Czipott Rezső, akik feltétel nélkül mindent átengedtek a magyarosításnak, így az evangélikus irodalom évtizedekre megszakad.
A század vége felé kialakul a vend publicisztika, mivel Augustich Imre létrehozza az első, bár rövid életű Prijátel (Barát) című magazint, amely idővel Borovnyák hatása alá kerül és annak irányvonalát követi. Augustich nyomán további újságok születnek, de a publicisztika legtermékenyebb kora a 20. században jön el. Ekkoriban lép fel Klekl József katolikus politikus, akivel elindul a Szlovenszka krajina autonómiájáért küzdő mozgalom (amennyiben nem sikerül elérni az egyesülést az örökös tartományokban élő szlovénekkel). Klekl néha maga is túlzott a nyelvet illetően, mert sokkal jobban a szlovén irodalmi képére akarja formálni, így átemelte a szlovénban használt lj hangot, ami a vendben egyszerűen csak palatális l a mai napig. Vele szemben más katolikus szerzők, mint Szakovics József jóval választékosabban és körültekintőbben állnak a nyelvműveléshez, mialatt ők is fenntartják a fúziót a szlovén nyelvhez.
Az Osztrák-Magyar Monarchia összeomlásával kiéleződtek a Vendvidéken is. A katolikus tábor mint hevesebb önállósági és/vagy egyesülési politikát folytatott. Megerősödött (és lényegében ténylegesen kialakult) a soviniszta vendelmélet, amelynek fő szószólója Mikola Sándor fizikus lett, aki sajnos hamis bizonyítékok gyártásától sem riadt vissza, hogy meggátolja a Vendvidék elszakadását. A zavaros elmélet különféleképpen definiálta a vendek és a nyelvük eredetét, józan gondolkodást nélkülözve, szélsőségesebbnél szélsőségesebb túlzásokba esve.
Végül a Vendvidék nagy részét (Szentgotthárd és környéke kivételével) a Szerb–Horvát–Szlovén Királysághoz (a későbbi Jugoszláviához) csatolták. Klekl ellenben óva intett attól, hogy egyszeriben mindent a szlovén irodalmi nyelv váltson fel. Az iskolákban akkoriban már nem tanítottak vendül, hanem magyarul és magyar állam az első világháború végéig lényegében csak korlátozni akarta a nyelvhasználatot.
Klekl továbbra is vendül vezette a korszak legjelentősebb újságját, a Novine hetilapot és még több könyv, valamint egyéb írott termék jelent meg. Klekl továbbá szeretett volna elérni egy olyan politikai autonómiát a terület részére, amit eredetileg Magyarországon akartak megvalósítani, később pedig már megelégedett volna az egyszerűbb nyelvi autonómiával, amely a vend nyelvnek biztosított volna szélesebb jogokat, de még ez a szerény elképzelés sem valósult meg. Az evangélikusok is újból folytatták az irodalmat, bár nem pont azért, mert a vendelméletet támogatták volna és nyelvüket a szlovénnal nem tekintették azonosnak. Egyszerűen úgy gondolták, hogy vallásúak megtartásának záloga épp őseik nyelve. A jugoszláv hatóságok sem voltak ellenségesek a vend nyelvvel szemben, sőt inkább támogatták azt, így a magyarországi szlovén kisebbség is még évtizedekig anyanyelvű irodalomhoz juthatott.
A Muravidéken felnövekvő új generáció mindinkább áttért a szlovén írott nyelvre, köztük Miško Kranjec író, aki egyre ellenségesebb volt a vend nyelvű irodalommal szemben. A vend nyelv emiatt idővel kezdett visszaszorulni az irodalomban és publicisztikában.
A második világháborúban a Muravidék ideiglenesen visszakerült Magyarországhoz. A hivatalos álláspont kimondta, hogy a vendeket felszabadították a jugoszláv elnyomás alól, viszont mivel ők valójában magyaroknak tekintendők, ezért a magyar nyelvre és kultúrára való átszoktatásba kezdtek a hatóságok, amelynek fő koordinátora jellemzően Mikola Sándor lett. Ebben az időben nagy mértékben korlátozták a nyelv használatát az egész Muravidéken, amilyenre a királyi Jugoszláviában nem is került sor. Pável Ágoston ekkoriban írja meg a Vend nyelvtan c. művét, de a magyarosító machinációk miatt nem lehetett megjelentetni.
A háború végeztével a Muravidéket újfent Jugoszláviához csatolták. Mivel Jugoszlávia kommunista államként már tiltotta a vend nyelv használatát, megszűnt a könyv- és újságkiadás hosszú-hosszú időre. Csak a protestáns egyházaknál használtak még néhány régi liturgikus és énekeskönyvet. Magyarországon Kühár János katolikus plébános igyekezett megőrizni a nemzeti kisebbség identitását a vend nyelv használatával több-kevesebb sikerrel.
A titói Jugoszláviában igyekeztek minél sötétebb képet festeni a vend nyelvről és történetéről, próbálván teljesen összemosni a vendkérdéssel. Vilko Novak, a korszak egyik kiemelkedő tudósa törekedett minél több és tényszerűbb adatot feltárni a nyelv múltjáról és annak más szemszögből történő megvilágításáról. 1956-ben egy Felsőszölnökön egy vendül elmondott beszéde miatt odahaza még meg is vádolták.
A helyzet csak 1991-től, Szlovénia önálló állammá válásával kezdett megváltozni, de még sokáig mint mellőzött, megvetett nyelvjárásként élt a köztudatban a vend nyelv.

## A vend nyelv jelenkori megítélése
Mivel Szlovéniában rengeteg, nagy mértékben elkülönülő nyelvjárás akad (több mint 40), ezért a vend nyelv különbsége a szlovén írott nyelvtől még önmagában nem elegendő tény ahhoz, hogy akár nyelvi normaként lehessen kezelni. Különállását egyedi és sajátos történelmi és kulturális háttere adja.
Az 1990-es évek óta egyre szaporodnak a különböző témájú vend nyelv íródott művek, sajtótermékek, sőt idővel már televíziós és rádiós műsorok is létrejöttek, illetve filmeket forgatnak. A szlovén állam 2019-ben elismerte nemzeti kulturkincsként a vend (muravidéki) irodalmat, s javaslatok születtek már több ízben a nyelv esetleges tanítására az iskolákban.
Mivel a régi irodalmi nyelv már viszonylag elévült, ezért az újgenerációs szerzők már többnyire saját nyelvjárásukat használva alkotnak. A pop-zenében is kezd népszerűvé válni a vend nyelv, többek között Nika Zorjan, a Muravidékről származó énekesnő is tolmácsolt világslágereket vendre. Szervezetek és néhány politikus is kiállnak a vend nyelv mellett, esetenként pedzegetik a szélesebb jogok biztosításának lehetőségét is.
Külföldi vonatkozásban Marc L. Greenberg amerikai professzor tett sokat, hogy nemzetközi szinten is ismertté válljon a vend nyelv és irodalom. Greenberg  úgy véli, hogy a vend (muravidéki) egyszerre egy szlovén nyelvjárás és nyelvváltozat, tehát önálló nyelv is. Különállásának alapja irodalmi hagyományai, melyek az egyetemes szlovén kultúrkincs részét képezik, ezért nem lehet a vend nyelvet úgy értelmezni, hogy az csakis a szlovéntól való teljes elkülönülés formájában lehet önálló nyelv.
Bár a szlovéniai nyelvészek is egyre jobban kezdik elfogadni napjainkban a vend normatív, nyelvi jellegét és Dejan Židan képviselő javaslatot tett a szlovén parlamentben, hogy a következő ötéves nyelvpolitikai programban kapjon külön szerepet a vend (muravidéki) nyelv, de a parlament ezúttal sem foglalkozott a kéréssel, miután a többi képviselő 5:7 arányban elutasította az előterjesztést. A függetlenség kikiáltása óta eltelt mintegy harminc évben már két másik javaslat is volt, amelytől az ország vezetése minduntalan eltekintett.

### Külső hivatkozások
- Preučevanje jezika in literature (Slovene)